# Howard Goodall
Pour les articles homonymes, voir Goodall.
Howard Goodall est un compositeur, acteur et scénariste britannique né le 26 mai 1958 à Bromley (Royaume-Uni).
Il est fait Commandeur de l'Ordre de l'Empire britannique le 31 décembre 2010, pour services rendus à l'éducation musicale.

## Biographie
Il a été étudiant à l'Université d'Oxford.

## Filmographie

### Comme compositeur
- 1979 : Not the Nine O'Clock News (série télévisée)
- 1983 : La Vipère noire ("The Black Adder") (série télévisée)
- 1986 : Murder by the Book (TV)
- 1986 : Blackadder II (série télévisée)
- 1987 : What If I'm Gay? (TV)
- 1987 : Blackadder the Third (série télévisée)
- 1988 : Live! From London (TV)
- 1988 : Blackadder's Christmas Carol (TV)
- 1988 : Red Dwarf (série télévisée)
- 1989 : Blackadder Goes Forth (série télévisée)
- 1990 : Mr. Bean ("Mr. Bean") (série télévisée)
- 1990 : No Job for a Lady (série télévisée)
- 1991 : Bernard and the Genie (TV)
- 1991 : 2point4 Children (série télévisée)
- 1992 : A Time to Dance (série télévisée)
- 1992 : Rowan Atkinson Live (TV)
- 1992 : The Borrowers (TV)
- 1994 : The Vicar of Dibley (série télévisée)
- 1995 : The Last Englishman (TV)
- 1995 : Mister Fowler, brigadier-chef ("The Thin Blue Line") (série télévisée)
- 1997 : The Best Bits of Mr. Bean (vidéo)
- 1997 : Chalk (en) (série télévisée)
- 1997 : Bean, le film le plus catastrophe (Bean)
- 1997 : The Story of Bean (TV)
- 1998 : 'Red Dwarf' A-Z (TV)
- 1999 : Blackadder Back & Forth
- 2002 : Mr. Bean, la série animée  (série télévisée)
- 2002 : Churchill, pour l'amour d'un empire (The Gathering Storm) (TV)
- 2002 : The Adventure of English (feuilleton TV)
- 2003 : QI (série télévisée)
- 2004 : A Seaside Parish (série télévisée)
- 2004 : 'Red Dwarf': Ace Rimmer - A Life in Lamé (vidéo)
- 2004 : Country House (série télévisée)
- 2005 : The Story of ITV: The People's Channel (feuilleton TV)
- 2005 : Shakespeare's Happy Endings (TV)
- 2007 : Les Vacances de Mr. Bean (Mr. Bean's Holiday)
- 2018 : Johnny English contre-attaque

### Comme acteur
- 2004 : 20th Century Greats (feuilleton TV)
- 1997 : Verdi's Requiem (TV) : (Présentateur)

### Comme participant
- 2016 : The Beatles: Eight Days a Week (Interview)
- 2017 : Sgt. Pepper’s Musical Revolution (Présentateur et auteur)